# Gli sport invernali
Gli sport invernali (Daffy's Southern Exposure) è un film del 1942 diretto da Norman McCabe. È un cortometraggio d'animazione della serie Looney Tunes, prodotto dalla Leon Schlesinger Productions ed uscito negli Stati Uniti il 2 maggio 1942, distribuito dalla Warner Bros. Ha come protagonista Daffy Duck.

## Trama
A differenza delle altre anatre, Daffy Duck decide di non migrare a sud, così da avere tutto il lago per sé. La stagione invernale arriva e Daffy si ritrova al freddo e senza cibo. La scena si sposta in una casupola dove vivono una volpe ed una donnola costretti a mangiare fagioli in scatola. I due animali sentono bussare alla porta e affacciandosi vedono Daffy, attirato dall'odore dei fagioli. La volpe e la donnola si travestono da gentili vecchiette ed invitano l'anatra ad entrare. Iniziano così a rimpinzare Daffy di fagioli, in modo da renderlo bello grasso. Accortosi dell'inganno, Daffy fugge via, riuscendo a seminare la donnola. La volpe si dimostra invece più tenace ma l'anatra, con uno stratagemma, riesce a farla precipitare da un dirupo. Daffy continua la sua corsa e si dirige verso sud, emergendo infine dal cappello di frutta di una ballerina.

## Curiosità
- Questo cortometraggio è caduto nel dominio pubblico, assieme ad altri della serie Looney Tunes e Merrie Melodies, poiché il copyright non fu rinnovato.
- Il film è il primo corto di Daffy Duck ad essere diretto da Norman McCabe.